# Wielkie Księstwo Hesji

Wielkie Księstwo Hesji na tle Cesarstwa Niemieckiego

Wielkie Księstwo Hesji (niem. Großherzogtum Hessen) – państwo niemieckie powstałe w 1806 roku po likwidacji Świętego Cesarstwa Rzymskiego. Ludwik I był landgrafem Hesji-Darmstadt w latach 1790–1806 (jako Ludwik X), a następnie wielkim księciem Hesji-Darmstadt od 1806 do swej śmierci w 1830 roku.
Państwo to powstało na skutek akcji podjętej przez Napoleona, który podniósł dawne hrabstwo krajowe Hesji-Darmstadt do rangi Wielkiego Księstwa. Stąd Wielkie Księstwo uznaje się często za kontynuację państwowości Hesji-Darmstadt i tak też często bywa nazywane.

## Historia

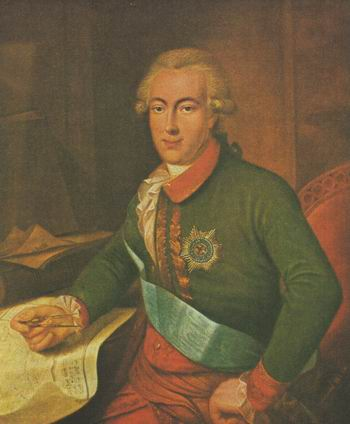
Ludwik I, wielki książę Hesji w latach 1806–1830

Ponieważ Hesja-Darmstadt była członkiem stworzonego przez Napoleona Związku Reńskiego, decyzją kongresu wiedeńskiego z 1815 roku zmuszona została do oddania znaczącej części swego terytorium. Terytorium księstwa Westfalii, które Hesja-Darmstadt otrzymała po reorganizacji ziem Cesarstwa Niemieckiego w 1803 roku (tzw. Reichsdeputationshauptschluss), zostało wcielone do Prus. Częściową rekompensatą tych strat było włączenie do Wielkiego Księstwa ziem na zachodnim brzegu Renu wraz z Moguncją. Na kongresie wiedeńskim postanowiono, że musi je oddać, ale jako rekompensatę dano mu tereny tzw. Rheinhessen (Hesja Reńska), z miastem Moguncja.
W 1867 roku północna część Wielkiego Księstwa (Oberhessen, tzn. Górna Hesja) stała się częścią Związku Północnoniemieckiego (Norddeutscher Bund), podczas gdy druga połowa Wielkiego Księstwa, leżąca na południe od rzeki Men (Starkenburg i Hesja Reńska zwana Rheinhessen) pozostały poza tym związkiem. W 1871 roku Wielkie Księstwo Hesji stało się częścią Cesarstwa Niemieckiego.
Ostatni wielki książę Ernest Ludwik (wnuk królowej Anglii Wiktorii i brat cesarzowej Rosji Aleksandry) został zmuszony do opuszczenia swego tronu w końcu I wojny światowej, a księstwo, nad którym panował, zmieniło nazwę na Volksstaat Hessen (Ludowa Republika Hesji).
Po II wojnie światowej większość terenów Wielkiego Księstwa wraz z Frankfurtem nad Menem i obszarem Waldeck utworzyły wraz z byłą pruską prowincją Hesja-Nassau kraj związkowy o nazwie Hesja. Wyjątkiem był okręg Montabaur, który poprzednio stanowił część Hesji-Nassau, a także leżąca na lewym brzegu Renu Hesja Reńska, które weszły w skład Nadrenii-Palatynatu. Wimpfen, które stanowiło enklawę Hesji-Darmstadt, weszło w skład Badenii-Wirtembergii.

## Prowincje Wielkiego Księstwa Hesji

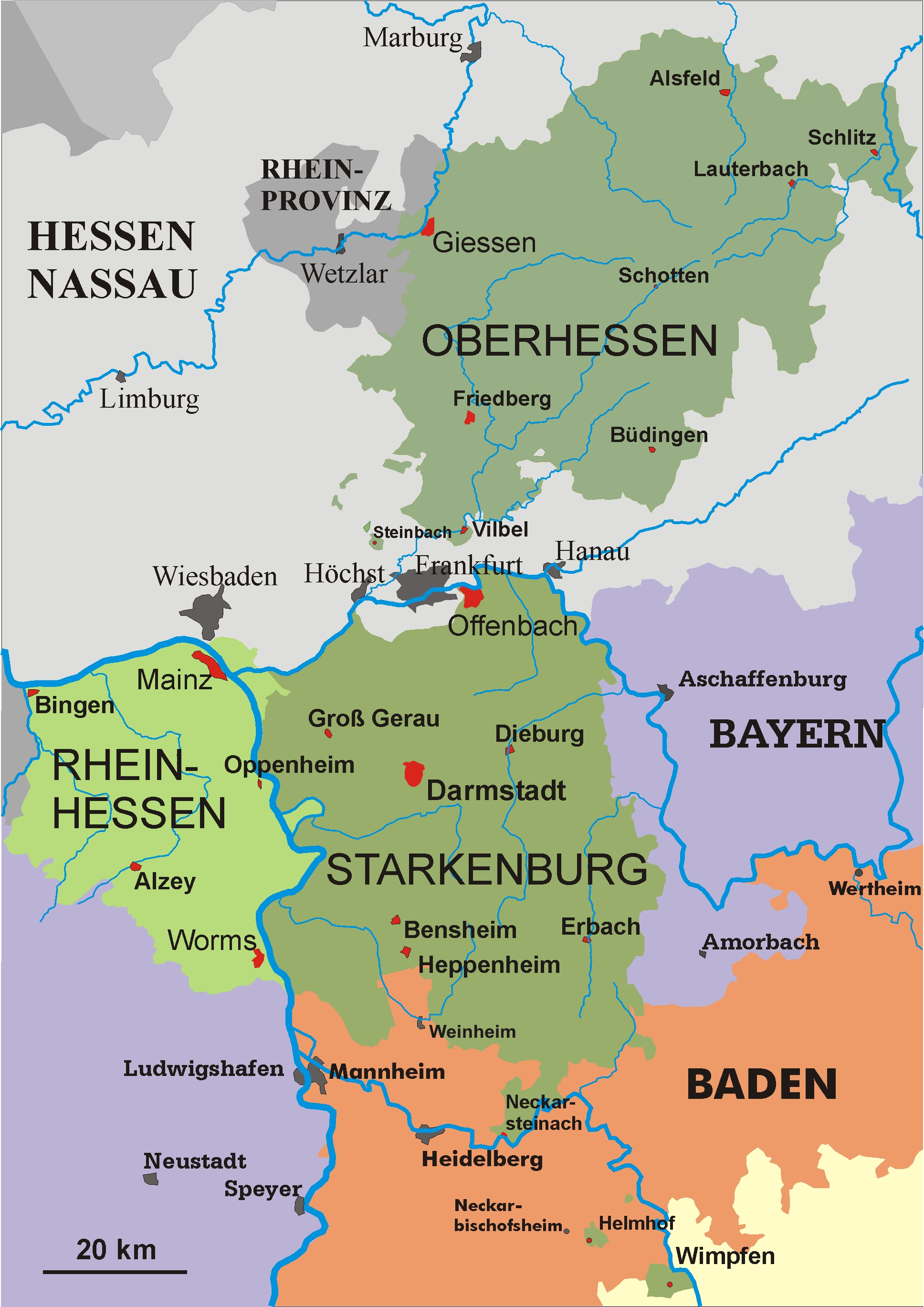
Trzy prowincje Wielkiego Księstwa Hesji

Wielkie Księstwo Hesji podzielone było na trzy prowincje:
- Starkenburg ze stolicą w Darmstadt, leżący na prawym brzegu Renu, na południe od Menu.
- Hesja Reńska (niem. Rheinhessen) ze stolicą w Moguncji, leżąca na lewym brzegu Renu, wchodząca w skład Wielkiego Księstwa po kongresie wiedeńskim, czyli od 1815 roku
- Górna Hesja (niem. Oberhessen) ze stolicą w Gießen, leżąca na północ od Menu, oddzielona od prowincji Starkenburg przez wolne miasto Frankfurt nad Menem, od 1867 członek Związku Północnoniemieckiego.

## Wielcy książęta Hesji
- 1806-1830 – Ludwik I
- 1830-1848 – Ludwik II
- 1848-1877 – Ludwik III
- 1877-1892 – Ludwik IV
- 1892-1918 – Ernest Ludwik